# 6426 Vanýsek
6426 Vanýsek là một tiểu hành tinh vành đai chính với chu kỳ quỹ đạo là 1377.7043427 ngày (3.77 năm).
Nó được phát hiện ngày 2 tháng 3 năm 1995.